# 시스코 전문 자격
시스코 전문 자격(Cisco career certification; CCC)은 네트워크 기술 및 기계를 제공하고 있는 시스코 시스템즈(Cisco Systems)가 주최하는 네트워크 기술 자격이다.

## 직무 내용
시스코 전문 자격은 시스코 네트웍 제품들에 대해 전문가 자격을 제공하는 일련의 제도이다. 전세계의 공인된 시스코 센터에서 다음과 같은 다양한 등급에 대해 자격을 부여한다. 한국에서는 다이멘션데이타코리아에서 주관하고 있다.
시스코의 스페셜라이제이션 프로그램은 특정 기술에 대한 역량의 깊이를 반영하는 것으로 엔트리(Entry), 익스프레스(Express), 어드밴스(Advanced) 및 마스터(Master)라는 4가지 레벨이 있다.
각 레벨은 판매, 기술 및 라이프사이클 서비스에서 높아진 역량을 나타내는 것으로, 이들 중 마스터 레벨의 스페셜라이제이션은 가장 전문적인 기술 역량을 갖추었으며 고급 시스코 솔루션 및 서비스를 성공적으로 판매, 구현 및 제공하고 시장에서 성공을 거둔 엄선된 파트너를 대상으로 인증하는 것이다.
UC 마스터 스페셜라이제이션은 고객의 비즈니스 환경과 요구사항에 대하여 정확하게 분석하여 엔드포인트 솔루션에서부터 비디오, 컨택센터 등 전UC 영역에 걸쳐 독자적으로 인프라를 설계하고 구축할 수 있는 기술력을 보유한 파트너사에게만 주어지는 자격이다. 현재 국내에서는 다이멘션데이타만이 유일하게 이 자격을 보유하고 있다.
주관사인 다이멘션데이타코리아는 신규로 취득한 ‘UC 마스터’ 자격을 바탕으로 기업내 UC 도입 및 모빌리티의 구축을 통해 스마트워크 구현을 고려하고 있는 고객들의 현재 상황에 대한 정확한 진단과 컨설팅, 최적화된 솔루션 아키텍트 설계와 구축, 운용에 이르기까지 모든 라이프사이클 단계에 걸쳐서 체계적인 지원과 서비스를 제공한다.

## 종류
시스코 전문 자격을 관리하는 다이멘션데이타코리아는 시스코 ‘UC 마스터 스페셜라이제이션(Unified Master Specialization)’ 자격을 취득했다고 2014년 2월 13일 밝혔다.
현재 마스터 스페셜라이제이션은 유니파이드 커뮤니케이션(UC), 보안, 클라우드 빌더의 세 가지 분야가 있다.
과정에는 다음과 같은 것들이 있다.
- Cisco Certified Entry Networking Technician (CCENT)
- Cisco Certified Network Associate (CCNA)
- Cisco Certified Design Associate (CCDA)
- Cisco Certified Network Professional (CCNP)
- Cisco Certified Design Professional (CCDP)
- Cisco Certified Internetwork Professional (CCIP)
- Cisco Certified Network Professional-Security (CCNP-Security)
- Cisco Certified Security Professional (CCSP)
- Cisco Certified Voice Professional (CCVP)
- Cisco Certified Wireless Professional (CCNP Wireless)
- Cisco Certified Design Expert (CCDE)
- Cisco Certified Internetwork Expert (CCIE)

## 같이 보기
- 네트워크
- 시스코 시스템즈